# WebObjects
WebObjects è un ambiente di sviluppo per application server. Venne originariamente sviluppato da NeXT Computer, quando Apple nel 1996 acquisì NeXT acquisì anche il programma WebObjects. L'ultima versione di WebObjects è la 5.2.3 e venne presentata nel marzo del 2004. Apple vende WebObjects a 699 euro, nella licenza è inclusa la possibilità di sviluppare e installare applicazioni WebObjects.
WebObjects fondamentalmente consiste in due parti. La prima è l'Enterprise Objects Framework (EOF), questa parte comunica con un database relazionale la quale traduce le informazioni provenienti dal database in oggetti grafici. Il secondo componente è il WebObjects Framework, questo componente utilizza un approccio a template e assembla gli oggetti grafici in pagine HTML o se necessario può utilizzare gli standard XML, SML o SMIL.

## Alternative OpenSource
Da quando WebObjects venne convertito dal linguaggio Objective-C (versione 4.5.1) al linguaggio Java (versione 5.0), l'interesse per una alternativa OpenSource che continuasse a utilizzare l'Objective-C divenne elevato. Esistono due progetti concorrenti, il progetto "SOPE" che utilizza parti del progetto OpenGroupware.org e il progetto "GNUstep-web" che fa parte del progetto GNUstep.